# Gare d'Égly
La gare d'Égly est une gare ferroviaire française de la ligne de Brétigny à La Membrolle-sur-Choisille, située sur le territoire de la commune d'Égly, dans le département de l'Essonne en région Île-de-France.
C'est une gare voyageurs SNCF Transilien desservie par des trains de la ligne C du réseau express régional d'Île-de-France (RER).

## Situation ferroviaire
Établie à 61 mètres d'altitude, la gare d'Égly est située au point kilométrique (PK) 38,335 de la ligne de Brétigny à La Membrolle-sur-Choisille, entre les gares d'Arpajon et de Breuillet - Bruyères-le-Châtel.

## Histoire
En 2014, selon les estimations de la SNCF, la fréquentation annuelle de la gare est de 442 800 voyageurs.

## Service des voyageurs

### Accueil
Gare Transilien, elle dispose d'un bâtiment ouvert du lundi au vendredi et fermé les samedis et dimanches. Elle est équipée d'automates pour l'achat de titres de transport Transilien et d'un système d'information en temps réel.

### Desserte
Égly, située en zone 5, est desservie par les trains de la ligne C du réseau express régional d'Île-de-France (RER).

### Intermodalité
Un parc pour les vélos et un parking (gratuit) pour les véhicules y sont aménagés.
La gare est desservie par les lignes 4550, 4580 et 4581 du réseau de bus Cœur d'Essonne  et par le service de transport à la demande « Cœur d'Essonne 4597 ».
Le sentier de petite randonnée PR 25 part de la gare et monte à travers Ollainville  puis rejoint le sentier de grande randonnée GR 111 dans la forêt de la Roche Turpin. Il termine sa boucle de 13 km en passant par Bruyères-le-Chatel et le bassin de retenue de l'Orge pour revenir à la gare.

Vues de la gare
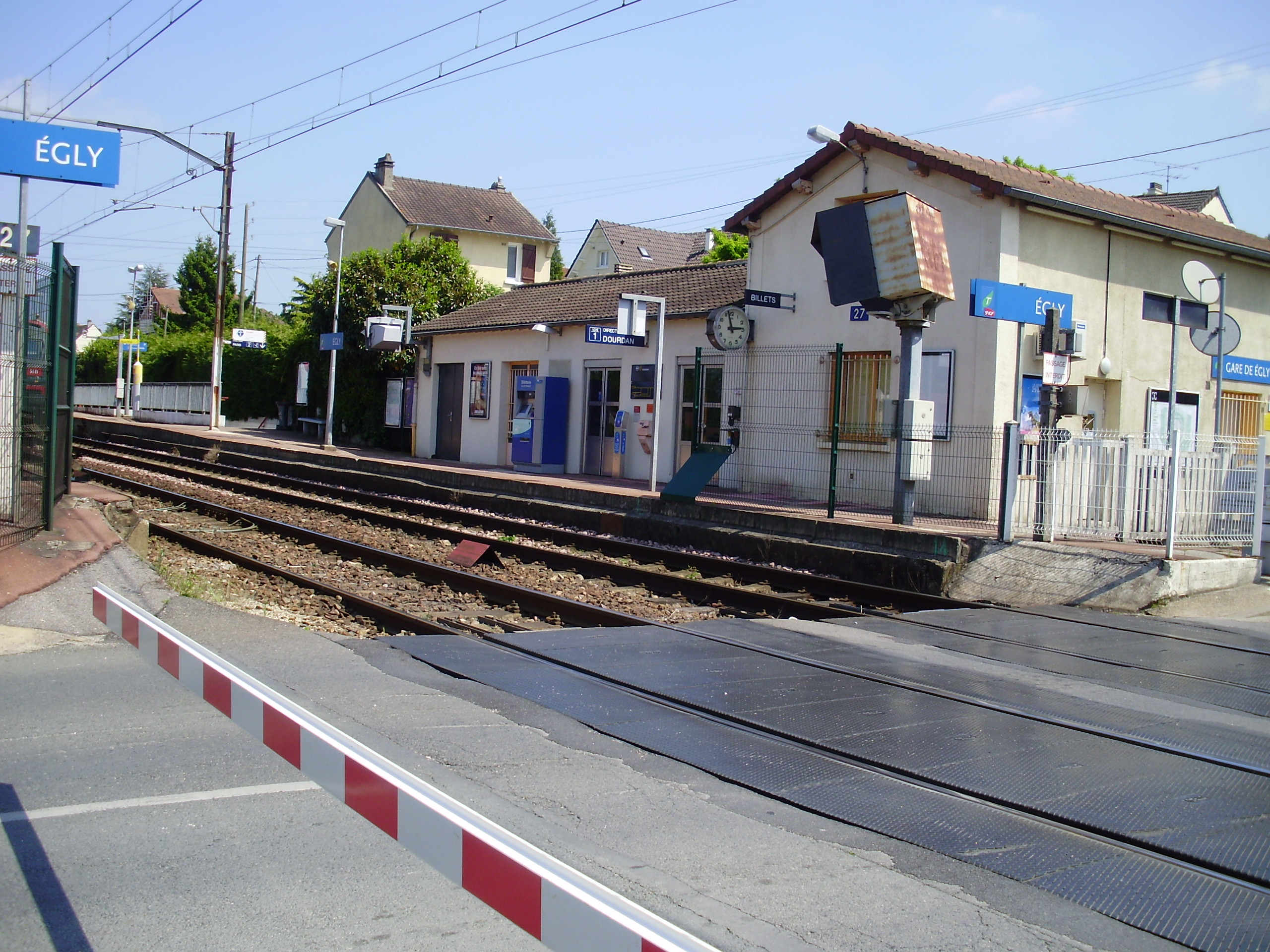
Passage à niveau.
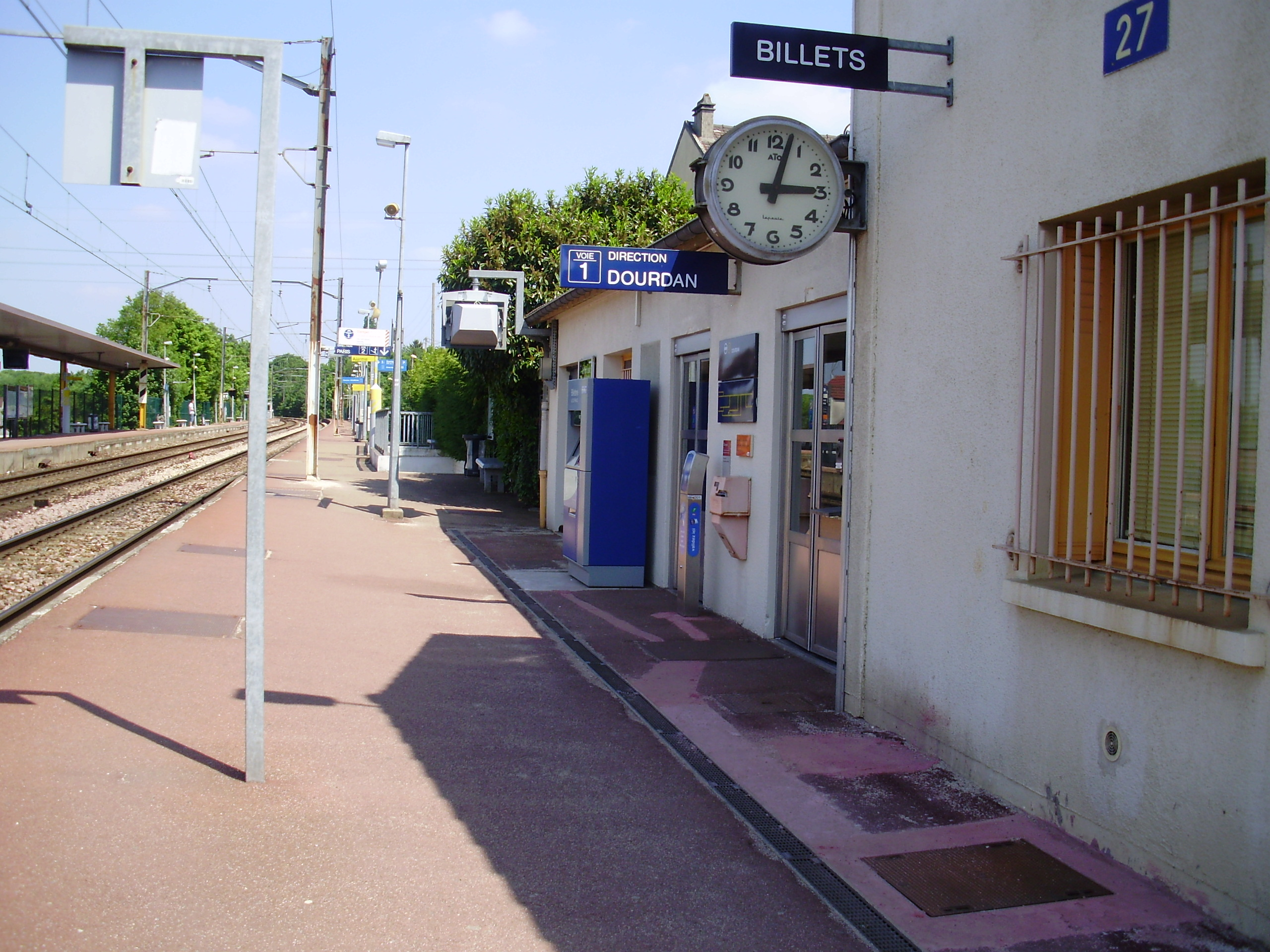
Quai pour Dourdan.
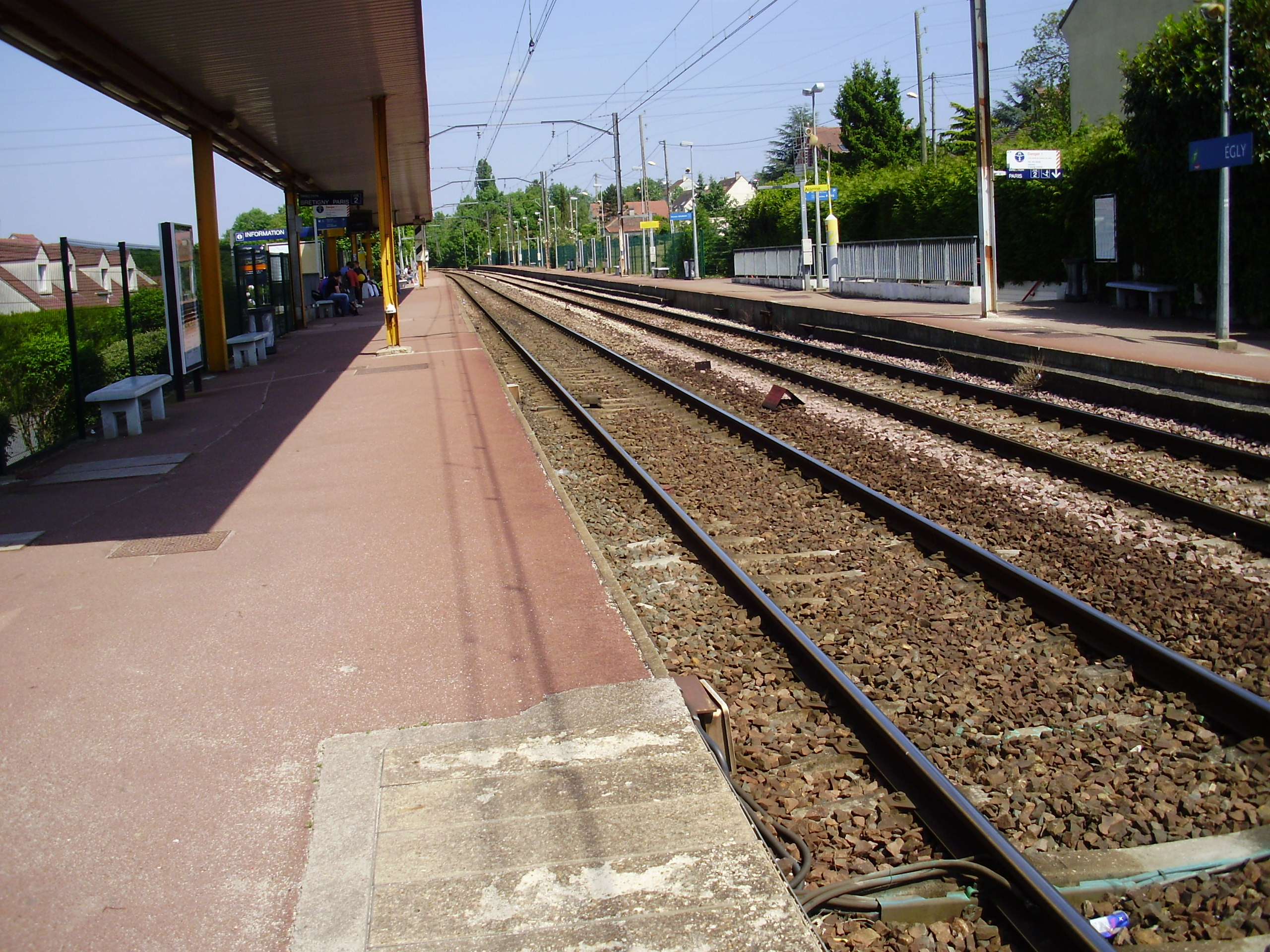
Quais de la gare (à gauche, celui pour Paris.